# Bogád
Bogád es un pueblo ubicado en el distrito de Pécs, en el condado de Baranya, Hungría.

## Superficie
Posee una superficie de 7,840 kilómetros cuadrados.

## Demografía
Hasta 2019 la población era de 1021 habitantes, con una densidad de población de 130,2 habitantes por kilómetro cuadrado.